# 國道陸客團遊覽車縱火案
25°02′33″N 121°13′15″E / 25.042523570167°N 121.2208164818172°E
國道陸客團遊覽車縱火案是2016年7月19日發生於台灣國道二號桃園市大園區段的一起蓄意縱火致死案件，9月10日調查證實，是司機在駕駛遊覽車往桃園機場途中蓄意縱火自焚，并拉车上乘客陪葬，火災導致车上全員26人死亡，包括中国大陆遼寧省旅行團24人（其中21人來自大連）。
事故发生後初期，台灣輿論认为只是寻常的大陆赴台游客交通意外，由此大規模討論遊覽車的安全問題，先揭露「拼裝車」安全有問題，並揭露遊覽車業界為了防盜而普遍違法在逃生門設暗鎖的陋習，令到這次事故後乘客從裡面、救援人員從外都打不開門，困住被活活燒死。到了9月檢方發布調查報告，將肇事責任歸於司機醉酒縱火自焚，遊覽車自身問題被忽略。大陸家屬起初以為是交通意外在7月和解，9月報告出爐才知道是司機縱火，批評台灣和解前隱瞞。此案在大陆引发轰动，火烧车事件及臺方的恶意言論，嚴重影響了两岸关系，不少大陆民众批评台湾方面故意隐瞒真相，以强迫家属签下和解书，陆客赴台人数直落。
這是繼2010年蘇花公路土石流將20名大陸籍團員沖入太平洋溺斃（主要是珠海人）、2015年復興航空基隆河空難31名廈門市旅行團員死亡（主要是厦门人）後，最嚴重的中國大陸赴台遊客交通事故。

## 經過
2016年7月19日中午，24位来自中國大陸辽宁大连的游客团结束了8天7夜的旅游，乘坐红珊瑚通运的游览车准备搭機回家。然而於12時57分，車輛往桃園機場行經國道二號西向4.2公里大園路段時，車頭就開始起火燃燒，並在左邊車道搖搖晃晃行駛了1.3公里，直到駛至2.9公里時（一說2.8公里）處突然失控，整輛遊覽車撞擊左邊防撞欄，再扭向右邊，再撞擊右邊防撞欄。一位警察和一名男性民眾手持滅火器狂砸車窗試圖救人未成，火勢於13時21分撲滅，過程約半小時，但因密閉空間加上濃煙密布迅速灌滿車廂，從而導致全車人員，包括臺灣籍遊覽車司機蘇明成、導遊鄭焜文，以及24名中國大陸籍遊客來不及逃生，當場被燒死、高溫燙死或被濃煙等有毒氣體嗆死，最小的遇难者仅12岁。焦屍多堆疊在5排後的逃生門，雖有8個逃生門，但逃生門因被鎖上暗鎖而乘客不知如何操作，且車門被撞斷的護欄夾住，無法開啟，濃煙密布也使得來不及敲擊安全車窗4個角落，車輛也被燒得焦黑如炭只剩骨架。这是2006年來，發生的37件營業大客車冒煙、起火等火災事故中，第二起車輛全毀的意外。

## 賠償、火化
每人合計賠償904萬元台幣（约188万元人民币），其中由中華民國政府赔償664万元新台币（约138万元人民币），中華人民共和國醫療保險每人賠償50萬人民幣（240萬新台币）。其中，中華民國政府的賠償分為：旅行業責任險200萬、遊覽車強制險200萬、遊覽車乘客責任險200萬、遊覽車乘客運送險（全部乘客共1600萬，每名乘客攤約64萬元）。上述數字由中華民國交通部觀光局在7月25日公布、7月26日經大连市台辦主任栾旭升確認。
《大连晚报》挖掘了死者生前的感性人物故事，由此不免将遇难者家庭背景公开。其中有31岁的姜新和29岁的高玲是去台湾度蜜月的，新婚仅10天，姜新曾任職森林防火消防员。姓林的男子给《大连晚报》打去了热线电话，他失去了妻子王辉、女儿林治彬（13歲）、姐姐林彩珠、嫂子郭惠。
7月25日，举行联合公祭，时任交通部长贺陈旦出席；7月27日，举行导游鄭焜文的告别式，蔡英文送上挽联「典範長昭」；7月29日，蘇明成的告別式在桃園中壢殯儀館舉行，桃園市長鄭文燦送上花圈「德望永昭」。
59位親屬到台灣一週處理火化、理賠。24位乘客的代表，有一位堅持走完法律途徑，其餘簽下和解同意書。7月26日，家屬攜骨灰離開台灣，傳媒在機場屢有煽情報道。7月29日，大部份死者在大陸大连市公祭。

## 調查經過

### 輿論早期揣測
事故發生時，有路過的車輛拍下事發時影像
事發後，遊覽車公會理事長魯孝亞指出，這次自撞車頭起火應該是首例，車頭沒有油箱和引擎，也沒有大量易燃物，自撞後產生火花也是很難成火燒車，機率極低，這起意外讓人不敢置信。有同型車駕駛員質疑，該型客車打開安全門只需5秒，而為何事發時沒有開門？
桃园地检署检察官王以文公布陆客团火烧车案件时，专门批注：“每个人都有自己的路要走，无论生与死，而我们只能怜悯。”
事發後，台灣網上频有冷血言論出現，引發中國大陸網友不滿。
輿論早期揣測，但事後排除的原因有：車內電線短路走火，尤其車內变压器私自改装升压，供电给饮水机、冰箱、驾驶座前插座等，造成电压不稳短路。
也有認為與低價團有關的論調，但又有指遊覽車火災並非低價團的典型風險，無法成立相當的因果關係。

### 司機身份
7月29日，臺灣桃園地方檢察署檢察官對駕駛遺體進行了化驗。報告結果顯示，遊覽車駕駛員的胃部、血液與尿液都有酒精殘留，有酒後駕車行為，追查方向除了電線走火外，也往人為自焚方面推論，也不能排除有自焚尋短的可能，顯示蘇明成有可能是自殺，並蓄意縱火拉導遊及全車乘客人員陪葬。
根據出租公司的證詞，蘇在6月17日至7月11日已經連休了25天的長假後卻突然回公司，而且只接載送中國大陸旅客的工作，並表明預計接完這一團他就會離職。
檢方查明，53歲的蘇明成與妻子都在中國大陸出生，婚後到台灣依親、育有3名子女。蘇明成取得中華民國國籍後，駕駛大客車約有20年資歷，去年10月才轉到玫瑰石通運擔任遊覽車駕駛。他住在高雄市岡山區。蘇明成在6月17日至7月11日休了25天的長假，預計接完這團就離職。同業透露，他的每月底薪應該未達新臺幣2.5萬元，休長假連佣金都賺不到，懷疑他是長期累積不滿，驅使他以激烈的方式表達。
2016年7月，蘇明成獲悉妻子打算將三名兒子送回中國大陸，他揚言放火洩憤。其家人在7月多次勸導，但縱火案案發後把短訊刪除，检方还原简讯内容，發現其姐姐告訴他“千万不要想不开”，“不要让他们抬不起头来，如果这样做，会让我们都没脸见人”。
檢方調閱臺灣高等法院花蓮分院判決書，發現2013年10月11日蘇明成（當時叫蘇忠華）開車載陸客團到花蓮，賣好心幫女導遊 (高雄人，已婚）影印歌詞，誘騙導遊進房間取影印本。蘇忠華強脫其內褲，將她壓在地上，用手指指姦並吻胸。女導遊抓住司機陰莖、咬他手臂，得以逃脫，但旅行社以「無法派人接替」逼令導遊繼續行程。蘇忠華在庭上狡辯女導遊來自己房間借廁所，並不穿內褲勾引，被法官駁斥。2015年9月一審判5年有期徒刑，2016年3月18日民事判賠90萬，2016年6月24日二審維持原判。正等待三審定讞，所以縱火案時他在保釋候審，保釋期間復工開遊覽車。蘇忠華疑似為了避嫌，性侵案後改名蘇明成。
2006年間，蘇明成曾因被隨機盤查其機車，而控告一名史姓警官妨害人身自由，獲賠五萬元。據警官回憶描述，左右鄰居都跟他吵過或被他告過，而且隨身會帶一台相機蒐證檢舉，他心機很重難以相處的個性，是當地鄰里間都知道的問題份子。

### 旅行團背景
該遊覽車屬紅珊瑚車隊，由鉅龍旅行社承團，組團方為遼寧海外旅行社，包括遼寧大连游客21人、黑龍江哈尔滨游客1人、吉林松原游客1人、湖南武岡游客1人，他們來台灣玩一個8天7夜的環島旅程，團費包含吃、住、車、景點門票僅人民幣2,700元（約新臺幣13,000元），計有8男16女，其中有3名兒童，該觀光團自7月12日入境台灣。
該事故遊覽車於2010年5月出廠，車齡大約6年，日前才剛保養完畢，有5次交通違規記錄，分別是超車、超速及任意變換車道各一次；蘇姓駕駛則有2件違規停車。

## 調查結果
9月10日，桃園地檢署偵查終結，調查認定就是遊覽車司機蘇明成因為性侵案被判刑與家庭壓力等因素，預謀自殺縱火，蘇在旅行團行程第4天於嘉義市博愛路信義加油站為遊覽車加油後，另喬裝購買汽油，後於高雄市的飯店分裝，行程的最後1天先飲酒壯膽，待遊覽車距離機場約僅3公里時在駕駛座潑油自焚，火勢迅速延燒加上車輛失控。但因蘇明成已死亡，視司機為「殺人案嫌犯」，全案不起訴並結案。

## 事後檢討
中国文化大学國際企業管理學系教授邱毅認為，時任中華民國總統蔡英文自一開始就应该下令派遣臺灣檢調單位與中方代表組成联合调查真相小组，让整个过程公开透明。中籍罹難者遺屬本来以为這次事件是意外，所以就簽署和解书，同意接受理賠，结果离开台湾之后才发现是人为。因此，邱毅批評蔡英文的做法非常不負責任，並指責她撕裂了兩岸人民的情誼。
事後初期，台灣輿論以為是交通意外，由此大規模討論遊覽車的安全問題，先揭露「拼裝車」安全有問題，並揭露遊覽車業界為了防盜而普遍違法在後方逃生門設暗鎖的陋習，令到這次事故後乘客從裡面、救援人員從外都打不開門，無法逃出。到了同年9月檢方發布調查報告將肇事責任歸於司機醉酒縱火自焚，遊覽車自身問題被忽略。
中國旅客罹难者家屬郭佳绮則稱，她最不满的是司机苏明成涉性侵判有罪还獲准繼續开车。她表示，在中國大陸，这种人是必須在监狱中服刑的。並稱中國罹難者遺屬来台处理后事的所有开销，都是自費，質疑臺灣政府並未給予他們任何協助。

## 傳媒報導

### 海外
英国广播公司、《衛報》、《華爾街日報》、日本放送協會、《讀賣新聞》、有线电视新闻网、《每日鏡報》等國際媒體均对此作了報導。

### 電影
- 2001年威尼斯電影節獲獎香港電影《車四十四》，女司機受劫匪調戲憤而墜江，報復冷漠坐視的乘客

### 类似事件
涉外地旅客
- 1994年千島湖事件，观光船遭抢劫、縱火，24名台灣觀光客及8名中國大陸船工和導遊死亡。
- 2010年蘇花公路遊覽車事故，暴雨導致的土石崩塌將观光车沖入海裡，导致26人罹難、失蹤（其中包括19名大陸籍觀光客）。
- 2018年朝鲜重大交通事故，載有中國旅遊團的遊覽車行經黄海北道的某一座橋時墜落，導致32名中國遊客與4名北韓工作人員死亡，其餘2名遊客受重傷。
- 中国大陆赴台游客事故列表

中華民國國內事件
- 1992年健康幼稚園火燒車事件─此前臺灣最嚴重的遊覽車火燒車事故，共造成23人死亡、9人輕重傷，是電源線發生短路、電線走火所致。
- 2003年尊龍客運高速公路火燒車事件—造成6死亡，4人輕重傷。
- 2012年雪山隧道火燒車事故─客運大客車火燒車事故，2人被燒死、31人被濃煙嗆傷。

駕駛自殺
- 德國之翼航空9525號班機空難

司機個人原因
- 2018年香港大埔公路雙層巴士翻側事故
- 2018年重慶萬州公交車墜江事故
- 2020年貴州公交車墜入虹山湖水庫事件

## 外部連結
- 事發地點街景圖 （页面存档备份，存于）
- 蘋果日報 專題報導 （页面存档备份，存于）